# آرتور دانیلیان (وزنه‌بردار)
آرتور دانیلیان (ارمنی: Արթուր Դանիելյան؛ زاده ۱ ژانویهٔ ۱۹۸۳) یک وزنه‌بردار مرد اهل ارمنستان است که در مسابقات قهرمانی وزنه‌برداری جوانان جهان در مجموع برندهٔ ۲ مدال برنز و در مسابقات قهرمانی وزنه‌برداری جوانان اروپا در مجموع برندهٔ ۱ مدال نقره و مسابقات قهرمانی وزنه‌برداری نوجوانان اروپا در مجموع برندهٔ ۱ مدال طلا و ۱ مدال نقره شده‌است.

## نتایج مهم
| سال                                       | مکان                            | وزن                             | یک ضرب (ک‌گ)                     | یک ضرب (ک‌گ)                     | یک ضرب (ک‌گ)                     | یک ضرب (ک‌گ)                     | یک ضرب (ک‌گ)                     | دوضرب (ک‌گ)                      | دوضرب (ک‌گ)                      | دوضرب (ک‌گ)                      | دوضرب (ک‌گ)                      | دوضرب (ک‌گ)                      | مجموع                           | رتبه                            |
| سال                                       | مکان                            | وزن                             | ۱                               | ۲                               | ۳                               | نتیجه                           | رتبه                            | ۱                               | ۲                               | ۳                               | نتیجه                           | رتبه                            | مجموع                           | رتبه                            |
| مسابقات قهرمانی وزنه‌برداری جهان           | مسابقات قهرمانی وزنه‌برداری جهان | مسابقات قهرمانی وزنه‌برداری جهان | مسابقات قهرمانی وزنه‌برداری جهان | مسابقات قهرمانی وزنه‌برداری جهان | مسابقات قهرمانی وزنه‌برداری جهان | مسابقات قهرمانی وزنه‌برداری جهان | مسابقات قهرمانی وزنه‌برداری جهان | مسابقات قهرمانی وزنه‌برداری جهان | مسابقات قهرمانی وزنه‌برداری جهان | مسابقات قهرمانی وزنه‌برداری جهان | مسابقات قهرمانی وزنه‌برداری جهان | مسابقات قهرمانی وزنه‌برداری جهان | مسابقات قهرمانی وزنه‌برداری جهان | مسابقات قهرمانی وزنه‌برداری جهان |
| ----------------------------------------- | ------------------------------- | ------------------------------- | ------------------------------- | ------------------------------- | ------------------------------- | ------------------------------- | ------------------------------- | ------------------------------- | ------------------------------- | ------------------------------- | ------------------------------- | ------------------------------- | ------------------------------- | ------------------------------- |
| ۲۰۰۵                                      | دوحه، قطر                       | ۶۹ ک‌گ                           | ۱۳۲                             | ۱۳۷                             | ۱۳۷                             | ۱۳۷                             | ۸                               | ۱۷۲                             | ۱۸۰                             | ۱۸۰                             | ۱۷۲                             | ۷                               | ۳۰۹                             | ۷                               |
| ۲۰۰۳                                      | ونکوور، کانادا                  | ۶۹ ک‌گ                           | ۱۳۰                             | ۱۳۰                             | ۱۳۷٫۵                           | ۱۳۰                             | ۲۴                              | ۱۷۰                             | ۱۷۵                             | ۱۷۵                             | ۱۷۵                             | ۸                               | ۳۰۵                             | ۱۸                              |
| ۲۰۰۲                                      | ورشو، لهستان                    | ۶۲ ک‌گ                           | ۱۳۰                             | ۱۳۵                             | ۱۳۵                             | ۱۳۰                             | ۸                               | ۱۵۵                             | ۱۶۰                             | ۱۶۷٫۵                           | ۱۶۰                             | ۸                               | ۲۹۰                             | ۷                               |
| مسابقات قهرمانی وزنه‌برداری اروپا          |                                 |                                 |                                 |                                 |                                 |                                 |                                 |                                 |                                 |                                 |                                 |                                 |                                 |                                 |
| ۲۰۰۴                                      | کی‌یف، اوکراین                   | ۶۹ ک‌گ                           | ۱۳۰                             | ۱۳۵                             | ۱۳۵                             | ۱۳۰                             | ۱۴                              | ۱۶۵                             | ۱۷۰                             | ۱۷۵                             | ۱۷۰                             | ۱۰                              | ۳۰۰                             | ۱۱                              |
| مسابقات قهرمانی وزنه‌برداری جوانان جهان    |                                 |                                 |                                 |                                 |                                 |                                 |                                 |                                 |                                 |                                 |                                 |                                 |                                 |                                 |
| ۲۰۰۳                                      | ارموسییو، مکزیک                 | ۶۲ ک‌گ                           | ۱۲۲٫۵                           | ۱۲۵                             | ۱۲۵                             | ۱۲۲٫۵                           | ۲                               | ۱۵۲٫۵                           | ۱۵۵                             | ۱۵۵                             | ۱۵۲٫۵                           | ۳                               | ۲۷۵                             | 3                               |
| ۲۰۰۱                                      | سالونیک، یونان                  | ۶۲ ک‌گ                           | ۱۲۰                             | ۱۲۵                             | ۱۲۷٫۵                           | ۱۲۵                             | ۵                               | ۱۵۰                             | ۱۵۰                             | ۱۵۵                             | ۱۵۵                             | ۳                               | ۲۸۰                             | 3                               |
| مسابقات قهرمانی وزنه‌برداری جوانان اروپا   |                                 |                                 |                                 |                                 |                                 |                                 |                                 |                                 |                                 |                                 |                                 |                                 |                                 |                                 |
| ۲۰۰۱                                      | کالمار، سوئد                    | ۶۲ ک‌گ                           | ۱۱۷٫۵                           | ۱۱۷٫۵                           | ۱۲۲٫۵                           | ۱۲۲٫۵                           | ۳                               | ۱۵۰                             | ۱۵۵                             | ۱۵۷٫۵                           | ۱۵۷٫۵                           | ۲                               | ۲۸۰                             | 2                               |
| ۱۹۹۹                                      | سپاوا، لهستان                   | ۵۶ ک‌گ                           | ۹۵                              | ۱۰۰                             | ۱۰۰                             | ۱۰۰                             | ۵                               | ۱۲۵                             | ۱۲۵                             | ۱۲۷٫۵                           | ۱۲۷٫۵                           | ۲                               | ۲۲۷٫۵                           | ۵                               |
| مسابقات قهرمانی وزنه‌برداری نوجوانان اروپا |                                 |                                 |                                 |                                 |                                 |                                 |                                 |                                 |                                 |                                 |                                 |                                 |                                 |                                 |
| ۱۹۹۹                                      | لینیانو سابیادورو، ایتالیا      | ۵۴ ک‌گ                           | ۹۷٫۵                            | ۹۷٫۵                            | ۹۷٫۵                            | ۹۷٫۵                            | ۳                               | ۱۲۰                             | ۱۲۷٫۵                           | ۱۲۷٫۵                           | ۱۲۰                             | ۲                               | ۲۱۷٫۵                           | 2                               |
| ۱۹۹۸                                      | لاکرونیا، اسپانیا               | ۴۶ ک‌گ                           | ۷۰                              | ۷۵                              | ۷۵                              | ۷۵                              | ۱                               | ۹۰                              | ۹۵                              | ۹۵                              | ۹۵                              | ۱                               | ۱۷۰                             | 1                               |